# RCN Nuestra Tele Internacional
RCN Nuestra Tele Internacional (conocido como Nuestra Tele Internacional, anteriormente llamados como TV Colombia y RCN Nuestra Tele) es un canal de televisión por suscripción internacional de origen colombiano, que actúa como la señal internacional de Canal RCN. La señal ofrece programación ininterrumpida, y emite producciones del canal principal hacia América, Europa y Australasia, disponible para 12 millones de hogares en 25 países.

## Historia
Fue lanzado el 3 de abril de 2003 como TV Colombia. En 2008, el canal también transmitía algunos programas de Citytv.
El 1 de marzo de 2014, TV Colombia es relanzado con un nuevo nombre RCN Nuestra Tele y la programación con el estreno de las nuevas producciones exclusivas para el público internacional del canal.
El 24 de agosto de 2017, RCN Nuestra Tele fue prohibido de emitir en Venezuela por orden del gobierno chavista del presidente Nicolás Maduro.
El 31 de octubre de 2018 el operador español Vodafone TV eliminó a RCN Nuestra Tele Internacional de su oferta de programación.

## Programación
La señal posee las licencias de emisión de las tres producciones originales del canal original como: América se entera, Charla técnica y Tenemos que hablar, además de emitir la Liga Betplay (excepto Colombia, Estados Unidos y México). El canal ha transmitido las producciones como El Capo, El Joe, la leyenda, Hasta que la plata nos separe (escrita por Fernando Gaitán), Amor sincero, entre otras.Así como El show de las estrellas.

## Bloqueo a RCN Televisión en Venezuela
La noche del miércoles 23 de agosto de 2017, la Comisión Nacional de Telecomunicaciones de Venezuela (CONATEL) le ordenó a las operadoras de televisión por cable de Venezuela sacar del aire a los canales colombianos Caracol Internacional y RCN Televisión sin alguna explicación oficial por parte del régimen de Nicolás Maduro, se presume que la primicia de la huida de la fiscal destituida Luisa Ortega Díaz de Venezuela a Colombia y sus polémicas declaraciones que invocan al gobierno venezolano del escándalo del Caso Odebrecht fueron las razones principales por las que el gobierno venezolano ordenó a CONATEL cortar la señal de estos canales en el territorio venezolano.